# Cuban Network
Pour plus de détails, voir Fiche technique et Distribution.
Cuban Network, ou Le Réseau cubain au Québec et au Nouveau-Brunswick (titre original : Wasp Network), est un thriller franco-espagnol écrit et réalisé par Olivier Assayas, sélectionné en compétition officielle à la Mostra de Venise 2019. Il s'agit de l'adaptation du livre Os Últimos Soldados da Guerra Fria de Fernando Morais, centré sur l'affaire des cinq espions cubains dans les années 1990,.

## Synopsis
Dans les années 1980 et 1990, des groupes anti-Castristes basés en Floride mènent des opérations militaires contre le régime cubain. Pour répliquer, ce dernier organise l'opération guêpe : des Cubains prétendant fuir le régime pour s'installer aux États-Unis infiltrent les groupes ennemis.

## Fiche technique
Sauf indication contraire, les informations mentionnées dans cette section peuvent être confirmées par la base de données cinématographiques IMDb,  présente dans la section « Liens externes ».
- Titre français : Cuban Network
- Titre québécois : Le Réseau cubain[3],[4]
- Titre original : Wasp Network
- Réalisation et scénario : Olivier Assayas, d'après le livre Os Últimos Soldados da Guerra Fria de Fernando Morais[1],[2]
- Direction artistique : François-Renaud Labarthe
- Décors : Onelio Larralde
- Photographie : Denis Lenoir et Yorick Le Saux
- Montage : Simon Jacquet
- Production : Charles Gillibert et Rodrigo Texeira
  - Production déléguée : Matteo de Castello, Miguel Angel Faura, Fernando Fraiha, Adrián Guerra, Stuart Manashil, Sophie Mas et Lourenço Sant' Anna
- Sociétés de production : CG Cinéma et RT Features
- Société de distribution : Orange Studio (France)
- Pays de production :  France (69,17 %),  Espagne (20,42 %),  Belgique (10,41 %)[5]
- Langues originales : anglais, espagnol[5]
- Format : couleur
- Budget : 10,53 millions €[6]
- Genre : thriller, espionnage
- Durée : 123 minutes
- Dates de sortie :
  - Italie : 1er septembre 2019 (Mostra de Venise 2019)
  - France : 29 janvier 2020

## Distribution
- Penélope Cruz (VF : Sara Martins) : Olga González
- Édgar Ramírez (VF : Guillaume Pottier) : René González
- Gael García Bernal (VF : Jean-Christophe Dollé) : Manuel Viramontez
- Wagner Moura (VF : Félicien Juttner) : Juan Pablo Roque
- Ana de Armas (VF : Barbara Probst) : Ana Margarita Martinez
- Leonardo Sbaraglia (VF : Bernard Gabay) : Jose Basulto
- Nolan Guerra Fernandez : Raul Ernesto Cruz Leon
- Osdeymi Pastrana Miranda : Irma
- Tony Plana : Luis Posada Carriles
- Amada Morado (VF : Frédérique Cantrel) : Tete

Version française
Studio de doublage : Deluxe Media Paris
Direction artistique : Hervé Icovic
Adaptation :

## Production

### Attribution des rôles
En mai 2018, il est annoncé que Pedro Pascal et Édgar Ramírez sont les vedettes du film écrit et réalisé par Olivier Assayas. En septembre, Penélope Cruz, Wagner Moura et Gael García Bernal participent au film,. Pedro Pascal quitte le projet pour des raisons inconnues et est finalement remplacé par Leonardo Sbaraglia. En décembre, Adria Arjona rejoint ces acteurs.
En février 2019, Ana de Armas s'ajoute à la distribution.

### Tournage
Le tournage a lieu le 18 février 2019 à Cuba. Lors du tournage du film les services secrets cubains ont surveillé l’équipe du film. Penélope Cruz dénonce l'absence de liberté du peuple cubain.

## Accueil

### Critiques
Le film reçoit globalement de bonnes critiques de la part de la presse et obtient une moyenne de 3,2/5 sur Allociné.
Libération a beaucoup apprécié le film: « Croisant habilement les fils narratifs et sentimentaux d’un récit d’espionnage véridique, Olivier Assayas explore les limbes géopolitiques de fin de guerre froide entre Cuba et Miami. »
L'Obs a moins aimé : « Amateurs de James Bond girls, passez votre chemin ! Pas d’héroïsme ici, mais le destin poignant d’un couple uni jusqu’au bout, Olga et René Gonzalez. »

### Box-office
| Pays ou région | Box-office      | Date d'arrêt du box-office | Nombre de semaines |
| -------------- | --------------- | -------------------------- | ------------------ |
| France         | 185 708 entrées | 10 mars 2020               | 6                  |
| Total mondial  | 1 566 104 $     | 22 novembre 2020           | -                  |

## Distinctions

### Sélections
- Mostra de Venise 2019 : en compétition officielle
- Festival de Deauville 2019 : hors compétition et film de clôture
- Festival international du film d'histoire de Pessac 2019 : en compétition officielle[19]

### Nominations
- César 2021 : Meilleure adaptation pour Olivier Assayas[20]